# Trappistenabtei Lilbosch

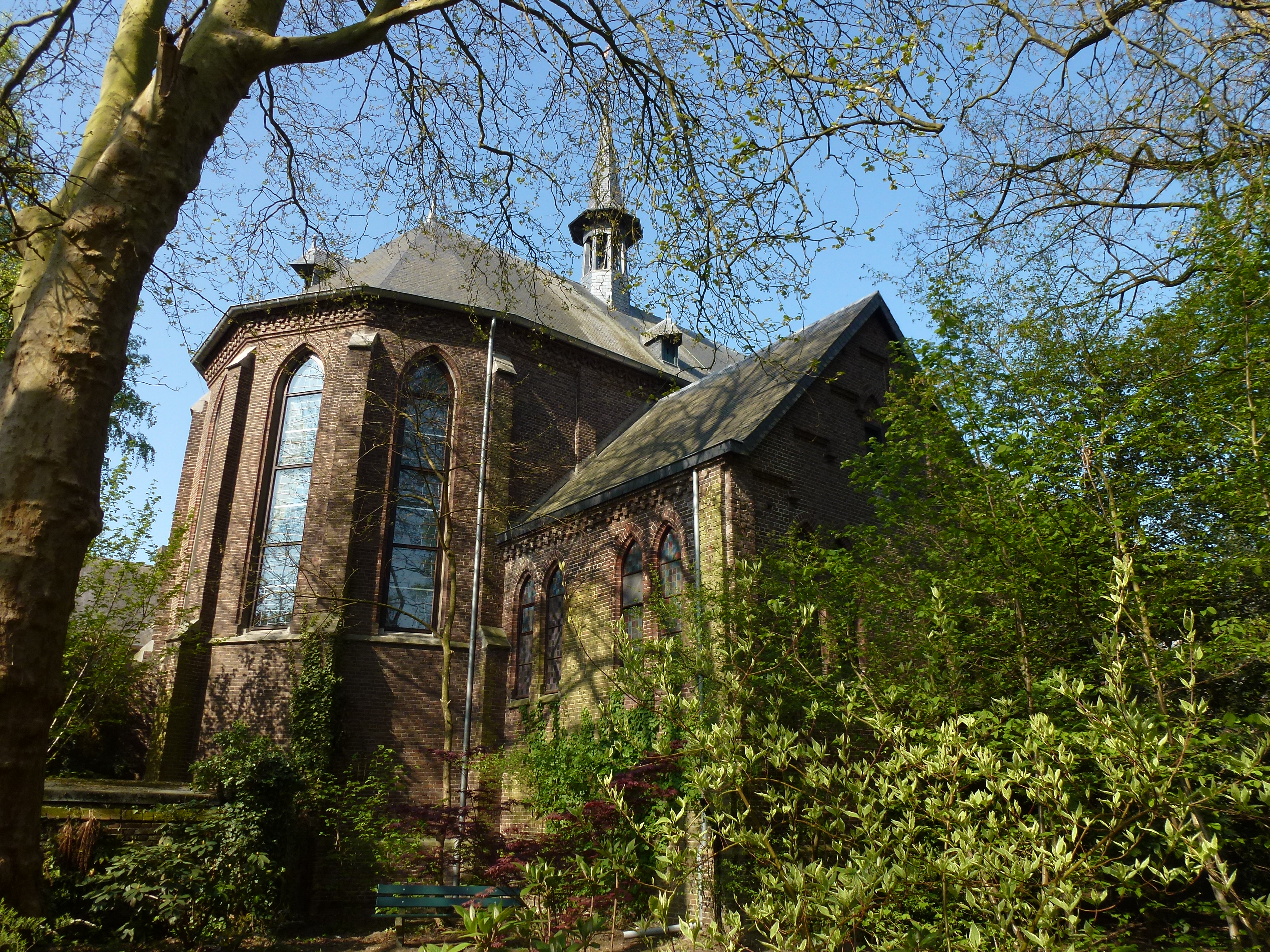
Abtei Lilbosch – Chor der Abteikirche

Die Trappistenabtei Lilbosch (auch: Abtei Echt; lat. Abbatia Beatae Mariae de Sancto Joseph) ist ein niederländisches Kloster in Echt, Echt-Susteren, Bistum Roermond (nicht zu verwechseln mit dem Karmelitinnenkloster Echt des Teresianischen Karmel).

## Geschichte
Die Trappistenabtei Achel gründete 1883 in Echt (nahe der heutigen deutschen Gemeinde Selfkant) das Tochterkloster Lilbosch (Flurbezeichnung), das 1891 zum Priorat und 1912 zur Abtei erhoben wurde. Der offizielle Name der Abtei war Abdij O. L. Vrouw van de H. Joseph (“Abtei Unsere Liebe Frau vom Heiligen Josef”), doch hat sich die Ortsbezeichnung durchgesetzt. Die Mönche machten die sumpfige Gegend urbar und lebten von der Landwirtschaft. Daneben führten sie bis 1942 ein Gymnasium (St. Bernarduscollege) mit Internat.

### Gründung Ockenheim
1921 besiedelten Lilboscher Mönche zur Betreuung einer Wallfahrt den Jakobsberg in Ockenheim (heute: Priorat Jakobsberg der Missionsbenediktiner). Ihr Einsatz in der Seelsorge (der bei den Trappisten unüblich war) veranlasste die Ordensleitung bereits 1930 zu der Auflage, innerhalb von fünf Jahren einen neuen Ort zu finden. Die politischen Umstände vereitelten diese Bemühungen vorerst. Die nach dem Zweiten Weltkrieg erbaute Klosteranlage musste jedoch 1950 unter dem Druck der Ordensleitung aufgegeben werden. Die Mönche kehrten nach Lilbosch zurück oder wechselten in die Abtei Mariawald.

### Lilbosch in der Zeit des Nationalsozialismus
Die Gestapo verhaftete im Juli 1942 Abt Pius Strijbosch (1889–1954) und internierte ihn bis zum 19. November 1943 im Geisellager Sint-Michielsgestel. Im Oktober 1942 wurde die Abtei beschlagnahmt und die Mönche vertrieben. Nach dem Krieg kehrten die Mönche zurück und die beschädigten Gebäude wurden wieder hergestellt.

### Übernahme und Schließung der Abtei Tegelen
Das 1884 von der Trappistenabtei Westmalle in Tegelen südlich Venlo gegründete Kloster Abdij Ulingsheide (1888 Priorat, 1933 Abtei) schloss sich 2002 der Abtei Lilbosch an und war bis 2007 Annexkloster, dann wurde es aufgegeben. Der 1898 in Tegelen begonnene Messweinhandel („Wijnstekerij Uelingsheide“) wurde in Lilbosch anfänglich weitergeführt, 2015 aber zugunsten einer Konzentration auf die Landwirtschaft eingestellt.

#### Obere, Prioren und Äbte von Ulingsheide/Tegelen
- Bonaventura Zwakenberg  (1884)
- Placidus van Beurden  (1884–1887)
- Bernardus Dieltjens  (1887–1906)
- Pancratius Brökerhoff  (1906)
- Joseph Miss (1906–1907)
- Ludovicus De Cleyn (1907–1912)
- Hubertus De Swart  (1912)
- Aloysius van de Laar (1912–1956)
- Amandus Prick  (1956–2002)

### Obere, Prioren und Äbte von Lilbosch/Echt
- Anselmus Judong (1883–1885)
- Pius van Zeeland (1885–1889)
- Alenius Baeten (1889–1890)
- Cornelius van Geffen (1890–1891)
- Guido Brox (1891–1911)
- Victor van den Eynden (1911–1927)
- Anselmus van Hooff (1927–1929)
- Augustinus Giesberts (1929–1934)
- Cherubinus Lenssen (1934–1935)
- Pius Strijbosch (1935–1954)
- Hieronymus Beiering (1954–1974)
- Adolphus Dijkhoff (1974–1979)
- Chris Thewissen (1979–2008)
- Malachias Huijink (2008–)